# Cirrocumulus lenticularis
Cirrocumulus lenticularis este un tip de nor cirrocumulus. Numele cirrocumulus lenticularis provine din latină, însemnând "ca o lentilă". Cirrocumulus lenticularis sunt nori netezi care au aspectul unei lentile sau al unei migdale. Ei se formează de obicei pe crestele valurilor atmosferice, care altfel ar fi invizibile. Această specie de cirrocumulus poate fi adesea destul de alungită și, în mod normal, are limite foarte distincte. Cirrocumulus lenticularis se formează atunci când aerul stabil este forțat în sus; acest lucru se datorează de obicei caracteristicilor orografice, dar poate apărea și departe de munți. Irizarea poate apărea ocazional cu acești nori.